# 孔国乡
孔国乡是中国黑龙江省齐齐哈尔市讷河市下辖的一个乡。

## 行政区划
桥头溪乡下辖以下地区：
隆昌村、文明村、双发村、孔国村、兆麟村、德宝村、信义村、忠孝村、长安村、三星村、满仓村和仁爱村。